# Netanja
Netanja (Hebreeuws: נתניה) is een stad in het westen van Israël, gelegen aan de Middellandse Zee. In 2010 had de stad 186.782 inwoners. Netanja ligt ongeveer 32 kilometer ten noorden van Tel Aviv en 63 kilometer ten zuiden van Haifa. Het is de hoofdstad van een gelijknamig subdistrict en de grootste stad in de regio Sjaron.

## Geschiedenis
De stad is relatief jong; ze is in 1928 gesticht, en genoemd naar Nathan Strauss, een joods-Amerikaans filantroop. Vanwege een gunstig klimaat en het strand is de stad populair voor vakanties. Vanuit Netanja zijn de steden Tel Aviv en Haifa langs de kustweg en per spoor eenvoudig te bereiken.
Het Kikar ha'atsmaoet (plein van de onafhankelijkheid) bevindt zich dicht bij het strand. Hier is groen en zijn fonteinen. Ook zijn er winkeltjes en horecagelegenheden gevestigd. Naast dit plein ligt het informatiekantoor van de stad. De hoofdstraat, Herzl, komt op dit plein uit.
Netanja bevindt zich in de zogeheten wespentaille van het land. De Westelijke Jordaanoever bevindt zich op slechts enkele kilometers afstand en de Palestijnse stad Toelkarem ligt dichtbij. In 2002 vonden aanslagen op het Park Hotel en het Hasjaron-winkelcentrum plaats in de stad.
Op een gedeelte van het grondgebied van de gemeente Netanja lagen de Palestijnse dorpen Bayyarat Hannun en Umm Khalid - deze werden nadat zij in 1948 door de Hagana waren ingenomen gesloopt en de inwoners verdreven. In Umm Khalid was een van de drie speciale werkkampen, die door de staat Israël waren ingericht na de Arabisch-Israëlische Oorlog van 1948. Hier werden Palestijnse oorlogsgevangenen (POW's) gedwongen te werk gesteld ten dienste van de Israëlische economie en het Israëlisch defensieleger.

## Bezienswaardigheden
- Strand
- Amfitheater bij het strand
- Caesarea, een archeologische vindplaats, bevindt zich niet ver van Netanja
- Markt

## Sport
Maccabi Netanja is de professionele voetbalclub van Netanja. Maccabi Netanja werd vijf keer landskampioen van Israël en speelt haar wedstrijden in het Netanjastadion.

## Geboren
- Alon Yefet (1972), voetbalscheidsrechter
- Linor Abargil (1980), model
- Yarden Gerbi (1989), judoka
- Eyal Golasa (1991), voetballer
- Alon Turgeman (1991), voetballer

## Partnersteden
- Gold Coast (Australië)

- Gemeinsame Normdatei: 4327912-0
- Library of Congress Control Number: n80015481
- MusicBrainz: 20865ad7-6524-4bfc-816d-66837636c5ce
- Nationale Bibliotheek van Israël: 987007559497805171
- Virtual International Authority File: 248240853